# Palais baronial de Lizzanello
Le palais baronial de Lizzanello, appelé aussi Palazzo Paladini du nom de la famille féodale qui l'a construit, est d'origine du XVe siècle et a été construit à l'origine comme un château. Il est situé dans la commune de Lizzanello, province de Lecce dans les Pouilles,.

## Historique
Modifié une première fois au XVIe siècle, il fut transformé en résidence noble par Giovanni Paladini au XVIIe siècle. Il subit des enrichissements et des modifications au cours des siècles suivants, notamment à l'époque néoclassique.

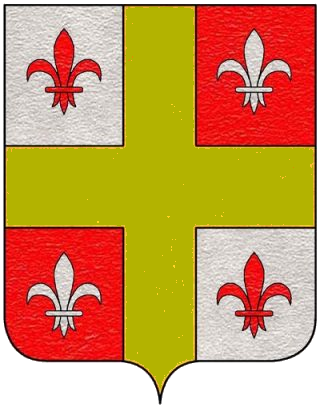
Armoiries des Paladini di Lecce.

De la structure originale reste, dans la partie arrière, une tour en pierre de Lecce. La tour a une base tronconique et se développe selon un plan cylindrique. L'intérieur abrite les armoiries des Paladini constituées d'un écu divisé en quatre parties, avec deux lys blancs sur corps rouge et deux rouges sur corps blanc : la plaque est surmontée d'un cimier et repose sur la croix de Malte. La tour-colombier circulaire située derrière le palais est également du XVIIe siècle.
Le style architectural de la fin de la Renaissance du palais, construit très probablement sur les conseils de Gian Giacomo dell'Acaya (it), a été bouleversé vers la fin du XIXe siècle avec la transformation de la façade et du jardin en style néoclassique. La façade, qui conserve encore la base de l'escarpement, se caractérise par un alignement austère de grandes fenêtres et un portail trapézoïdal surmonté des armoiries de la famille Lotti, derniers seigneurs féodaux de Lizzanello. Il ne reste rien des nombreuses œuvres d'art qui rendaient le bâtiment luxueux puisqu'elles furent vendues à des particuliers ou transférées à Naples dans le palais Lotti. Même les chapelles intérieures de l'Annunziata et de San Salvatore, dédiées plus tard à San Gregorio, n'existent plus. Il subsiste cependant un moulin à huile souterrain et une tour casemate équipée de petriera (it) et d'embrasures.